# Telebasis incolumis
Telebasis incolumis – gatunek ważki z rodziny łątkowatych (Coenagrionidae). Występuje na terenie Ameryki Środkowej.